# 韦希瑟尔山麓基希贝格
韦希瑟尔山麓基希贝格是奥地利下奥地利州诺因基兴县的一个市镇。总面积51.17平方公里，总人口2475人，人口密度48.4人/平方公里（2005年）。